# Ament Corona
Ament Corona est une corona, formation géologique en forme de couronne, située sur la planète Vénus par -67,2° S et 217,9° E. Elle est localisée dans le quadrangle de Barrymore. Elle a été nommée en référence à Ament, déesse de la terre dans la Mythologie égyptienne. 

## Géographie et géologie
Ament Corona couvre une surface circulaire d'environ 115 km de diamètre. 